# Decaspermum bracteatum
Decaspermum bracteatum är en myrtenväxtart som först beskrevs av William Roxburgh, och fick sitt nu gällande namn av Andrew John Scott. Decaspermum bracteatum ingår i släktet Decaspermum och familjen myrtenväxter.

## Underarter
Arten delas in i följande underarter:
- D. b. bracteatum
- D. b. glabrum